# Rode van Beneixama

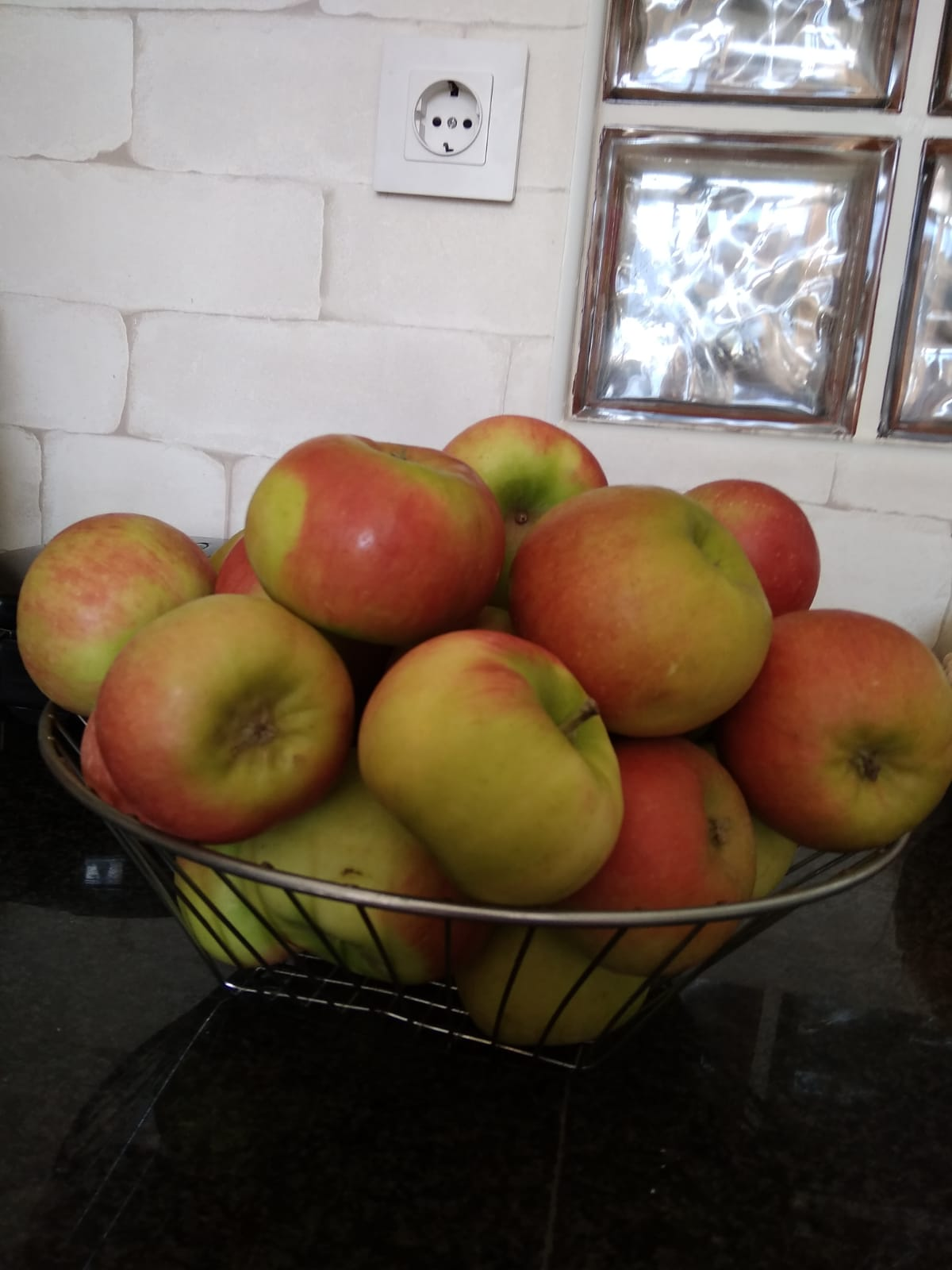
Rode van Beneixama

De Rode van Beneixama is een appelras afkomstig uit Beneixama in het land van València.
Het is een kleine ronde, rooie appel, die gemakkelijk een jaar bewaart. Hij heeft een bijzondere intense reuk en een lekkere zoetzure smaak. Hij werd ook vaak gebruikt voor het parfumeren van kleerkasten. Het grootste deel van de productie wordt naar Asturië uitgevoerd, omdat zijn hoge suikergehalte op natuurlijke wijze bijdraagt tot het verhogen van het alcoholgehalte, nodig voor de bewaring van de cider.
Nieuwe gemakkelijker commercialiseerbare en grotere appels en nieuwe ziekten bedreigen het overleven van de soort. Een bacterie, de Candidatus Phytoplasma mali infecteert de stammen. Zonder menselijke tussenkomst kunnen de bomen sterven, maar met een aangepaste bemesting overleven ze goed. Het Apple proliferation MLO-virus is een tweede vijand, maar ten opzichte van cultivars, biedt de Rode beter weerstand.

## Links en referenties
1. ↑  La manzana "Roja" de Beneixama protagoniza la Entrada de Moros y Cristianos, Informacion.es, 7 september 2011,  (in het Nederlands: De Rode van Beneixama op het voorplan bij de intrede van de Moren en de Christenen in Beneixama)
2. ↑  Una manzana en vías de extinción. La deliciosa manzana roja de Benejama está a punto de desaparecer.[dode link], Industria alimenticia, Para los procesadores de Alimentos Latinoamericanas, 19 d’octubre de 2011,  (in het Nederlands: Een bedreigde appelsoort. De lekkere Rode van Beneixama staat op het punt te verdwijnen.)
3. ↑  Candidatus Phytoplasma mali, Cooperative Agricultural Pest Survey (CAPS), West Lafayette, Purdue University, bijgewerkt op 5 juli 2011, blz. 5 en 8 (en)
4. ↑  Apple proliferation MLO (cosave.org), Hojas de datos sobre organismos cuarentenarios para los paisos miembres del cosave